# 平武朗
平 武朗（たいら たけあき、1979年11月11日 - ）は、日本のファッションデザイナー、desertic（デザーティック）代表。　

## 年譜
- 2006年 - 秋冬シリーズからスタート [2]
- 2013年 - ハリー&タイラー ライン開始
- 2016年 - 山藤陽子とともに予約制セレクトショップ「HEIGHTS」を開始[3]
- 2020年 - 大沢伸一とともにアップサイクルプロジェクト「OFFICIAL GHOST」を開始[1]

## その他
糸井重里の「ほぼ日刊イトイ新聞」 でデビュー当時から取り上げられており、「ほぼ日」とのコラボレーションで「ほぼ日Tシャツ」や「ほぼ日手帳」のオリジナルカバーなども手掛けている。